# Serafino Parisi
Serafino Parisi (Santa Severina, 3 gennaio 1962) è un vescovo cattolico italiano, dal 7 maggio 2022 vescovo di Lamezia Terme.

## Biografia
È nato a Santa Severina, allora sede arcivescovile in provincia di Catanzaro, oggi in provincia di Crotone, il 3 gennaio 1962.

### Formazione e ministero sacerdotale
Dopo essere stato ordinato presbitero il 25 aprile 1987, ha conseguito la licenza in scienze bibliche presso il Pontificio Istituto Biblico di Roma. Si è laureato in filosofia presso l'Università degli Studi di Roma Tor Vergata, completando la sua formazione con uno stage di studio a Gerusalemme.
È stato insegnante di ebraico, greco del Nuovo Testamento ed esegesi biblica presso l'istituto teologico calabro di Catanzaro.
In qualità di giornalista pubblicista è stato direttore di Vivarium, rivista di scienze teologiche e ricopre il ruolo di direttore della scuola biblica "Bêt Jôsēph" dell'arcidiocesi di Crotone-Santa Severina.
È autore di alcune voci di dizionario e di diversi articoli pubblicati su riviste specializzate e in opere collettanee.

### Ministero episcopale
Il 7 maggio 2022 papa Francesco lo ha nominato vescovo di Lamezia Terme; è succeduto a Giuseppe Schillaci, precedentemente nominato vescovo di Nicosia. Il 2 luglio seguente ha ricevuto l'ordinazione episcopale, sul piazzale antistante la concattedrale di Santa Severina, dall'arcivescovo Angelo Raffaele Panzetta, co-consacranti l'arcivescovo Claudio Maniago e il vescovo Giuseppe Schillaci. Il 9 luglio ha preso possesso della diocesi di Lamezia Terme.
Il 17 febbraio 2024 presiede ufficialmente la sessione di apertura dell'inchiesta diocesana sulla vita, le virtù e la fama di santità e di segni del servo di Dio monsignor Vittorio Moietta. Il 26 maggio seguente accoglie il cardinale Gianfranco Ravasi per l'incontro conclusivo della Scuola biblica diocesana e della Scuola per i ministeri diocesana. Dall'11 settembre è moderatore dell'Istituto teologico calabro "San Pio X" di Catanzaro.

## Genealogia episcopale
La genealogia episcopale è:
- Cardinale Scipione Rebiba
- Cardinale Giulio Antonio Santori
- Cardinale Girolamo Bernerio, O.P.
- Arcivescovo Galeazzo Sanvitale
- Cardinale Ludovico Ludovisi
- Cardinale Luigi Caetani
- Cardinale Ulderico Carpegna
- Cardinale Paluzzo Paluzzi Altieri degli Albertoni
- Papa Benedetto XIII
- Papa Benedetto XIV
- Papa Clemente XIII
- Cardinale Marcantonio Colonna
- Cardinale Giacinto Sigismondo Gerdil, B.
- Cardinale Giulio Maria della Somaglia
- Cardinale Carlo Odescalchi, S.I.
- Cardinale Costantino Patrizi Naro
- Cardinale Lucido Maria Parocchi
- Arcivescovo Adauctus Aurélio de Miranda Henriques
- Arcivescovo Moisés Ferreira Coelho
- Arcivescovo José de Medeiros Delgado
- Cardinale Eugênio de Araújo Sales
- Arcivescovo Filippo Santoro
- Arcivescovo Angelo Raffaele Panzetta
- Vescovo Serafino Parisi

## Araldica
| Stemma | Blasonatura |
| ------ | --- |
|        | Interzato in pergola: nel 1º di rosso alla croce greca biforcata d'argento circondata da un'armilla dello stesso; nel 2º e 3º d'oro e d'azzurro alle lettere Α e Ω, maiuscole, dell'uno nell'altro. |

## Opere
- Serafino Parisi, Qohelet, Edizioni San Paolo, 2017, ISBN 978-8892210851.
- Ernesto Della Corte, Vincenzo Lopasso e Serafino Parisi (a cura di), Spiritus est veritas (1Gv 5,6). Miscellanea in onore del prof. mons. Armando Augello per il suo 75º compleanno, Rubbettino Editore, 2017, ISBN 978-8849848861.